# 筋形質

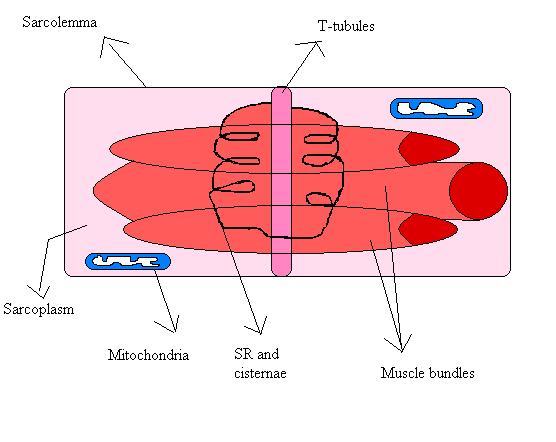

筋形質（きんけいしつ、英:sarcoplasm）は、筋線維の細胞質。筋形質は大部分を筋細線維が占めており、残りは細胞小器官、グリコーゲン、ミオグロビン、酵素などを含むコロイド状の細胞液が占める。